# Mycetophyllia
Mycetophyllia is een geslacht van rifkoralen uit de familie Mussidae.

## Soorten
- Mycetophyllia aliciae Wells, 1973
- Mycetophyllia danaana Milne-Edwards & Haime, 1849
- Mycetophyllia ferox Wells, 1973
- Mycetophyllia lamarckiana Milne-Edwards & Haime, 1848
- Mycetophyllia reesi Wells, 1973